# Ludwig von Buhl
Ludwig von Buhl, född 4 juli 1816 i München, död 30 juli 1880, var en tysk läkare.
Buhl var från 1859 professor i allmän patologi och patologisk anatomi. Han var känd som en utmärkt diagnostiker och var därför en mycket eftersökt läkare. Av hans arbeten kan främst nämnas Lungenentzündung, Tuberkulose und Schwindsucht (1872), i vilket han hävdar att miliartuberkulosen är en infektionssjukdom. Tillsammans med Max von Pettenkofer och Carl von Voit grundade han "Zeitschrift für Biologie".